# Edmond Geysens
Edmond Geysens (Torhout, 6 mei 1894 - 1980) was een Belgisch bediende en dienstdoende burgemeester van Torhout.

## Levensloop
Hij was een zoon van Ludovicus Geysens en Rosalie Have. Hij trouwde in Torhout in 1923 met Maria Gevaert.
Na actief te zijn geweest in de KAJ (1910-1923), werd hij bediende bij het ACV (1919-1959), de Ziekenkas Karel de Goede (1922-1959), de pensioendienst (1935-1959) en de Spaarkas (193?-1959).
Hij was katholiek gemeenteraadslid (1921-1958) en schepen (1945-1958) van Torhout. In 1929 was hij korte tijd dienstdoende burgemeester van Torhout. 
Hij was lid in Torhout van katholieke fanfares (1910-1925) en toneelgroepen (1910-1950).